# Zak Starkey

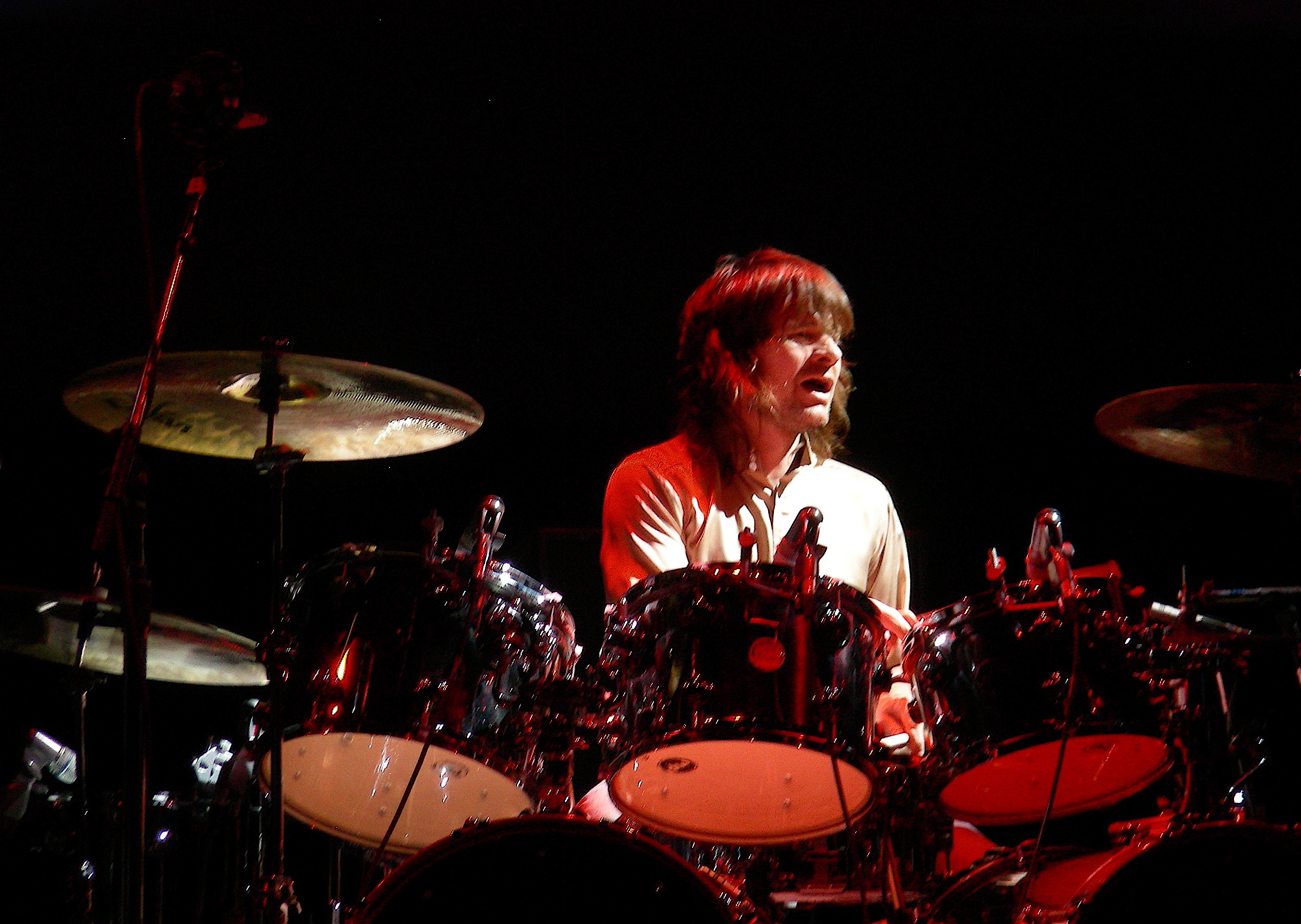
Zak Starkey (2008)

Zak Richard Starkey (* 13. September 1965 in London, England) ist ein britischer Schlagzeuger. Er ist ein Sohn von Ringo Starr, dem Schlagzeuger der Band The Beatles, und Maureen Tigrett.
Durch Keith Moon, den Schlagzeuger der britischen Rockband The Who, kam Zak Starkey im Alter von zehn Jahren zum Schlagzeug. In jungen Jahren spielte er unter anderem in einer Garagenrock- und in einer Punkband. Später machte er sich einen Namen als Studiomusiker und arbeitete unter anderem für die Lightning Seeds oder Icicle Works.
Im Jahr 1996 stieg Starkey als Schlagzeuger bei The Who ein und trat mit ihnen live zum ersten Mal auf der Quadrophenia-Tournee auf. 2000 schloss er sich Johnny Marrs Band The Healers an, mit der er 2003 ein erstes Album veröffentlichte.
Von 2004 bis 2008 spielte er Schlagzeug bei Aufnahmen und Konzerten der Britpop-Band Oasis. Er war kein festes Mitglied der Gruppe, arbeitete aber bis zu einem Streit mit Bandleader Noel Gallagher an der Fertigstellung des Oasis-Albums Dig Out Your Soul mit. Auf dem im Oktober 2006 veröffentlichten The-Who-Album Endless Wire spielte er bei einem Stück Schlagzeug. Ursprünglich sollte er das komplette Album einspielen, war aber zum Zeitpunkt der immer wieder verschobenen Aufnahmen mit Oasis auf Tournee.
Zu seinen großen Vorbildern gehören Keith Moon, Kenney Jones (Small Faces / The Who), Bill Legend (T. Rex), Rat Scabies (The Damned), Paul Cook (Sex Pistols), Topper Headon (The Clash), Dave Ruffy (The Ruts) und Al Jackson (Al Green).
Zak Starkeys Tochter Tatia Starkey spielt unter dem Künstlernamen Veronica Avant Bass in der Londoner Band Belakiss.
2008 gründete Starkey zusammen mit seiner Partnerin Sharna Liguz die Band Penguinsrising, ehemals Pengu!ns, in der er Gitarre spielt. Im Jahr 2011 traten Penguinsrising, unter anderem als Vorband von Beady Eye und Kasabian, auf.
Im April 2025 gab es Trennungsgerüchte von Starkey als Drummer von The Who, die von der Band aber wenige Tage später als „Kommunikationsproblem“ dementiert wurden. Im Juni 2025 wurde er dann doch von der Band entlassen.